# دوري كرة القدم الإنجليزي 1904–05
دوري كرة القدم الإنجليزي 1904–05 هو موسم من دوري كرة القدم الإنجليزي. أقيم خلال الفترة 1 سبتمبر 1904 وحتى 29 أبريل 1905، وفاز فيه نيوكاسل يونايتد.